# Supersonic Saucer
Supersonic Saucer (Englisch: Überschall-Untertasse) ist ein britischer Kinderfilm von 1956 im Genre des Science-Fiction-Films mit Elementen der Filmkomödie und des Kriminalfilms. Ein kindlicher Venusbewohner landet als Fliegende Untertasse in England und hilft dortigen Kindern, eine Diebesbande zu überführen.

## Handlung
In einem englischen Schulinternat langweilen sich die Kinder Rodney, Rodneys Bruder Adolphus, die aus Südamerika stammende Somac und Greta, da die anderen Kinder bereits in die Ferien gefahren sind. Rodney und Adolphus sind die Kinder des Schuldirektors. Rodney hat beim Besuch einer Sternwarte durch das Teleskop beobachtet, wie von der Venus eine Fliegende Untertasse startet, doch niemand glaubt ihm seine Beobachtung. Als die Schulleitung die Silberpokale der Sportmannschaft in den Schultresor einschließt, wird sie von einem Schulangestellten beobachtet. Er fährt mit einem Fahrrad zu einer Telefonzelle und meldet den Vorgang einer Gaunerbande, der er offenbar selbst angehört.
Die Kinder spielen im Schulpark, als in einem Baum eine kleine Fliegende Untertasse landet. Sie verwandelt sich in ein rund 60 Zentimeter hohes Lebewesen, von dem nur der Kopf zu sehen ist; der Körper wird durch ein langes weißes Gewand verdeckt. Es kann mit den Kindern telepathisch Kontakt aufnehmen, allerdings nicht mit allen Kindern gleich gut. Mit Somac, die in England selbst fremd ist, ist die Kommunikation ausgezeichnet. Die Kinder nennen den von der Venus stammenden Außerirdischen Meba. Meba zeigt den Kindern per Gedankentransfer Bilder von der Venus. Er ist noch ein sehr junger Venusier und hat sich bei seinem ersten Flug als „Untertasse“ verflogen.
Die Kinder mögen Meba, halten es aber für richtig, ihn vor den Erwachsenen zu verstecken. Manchmal die Kommunikation etwas problematisch. Meba möchte den Kindern helfen. Als sie hungrig sind, verwandelt er sich wieder in eine Fliegende Untertasse und „organisiert“ im Handumdrehen in einem Restaurant ein Festessen. Doch die Kinder bestehen darauf, dass sie das wirklich benötigte Essen bezahlen und Meba muss das Geld und den übrigen Teil der Gerichte wieder zurückbringen. Da Greta und Somac davon träumen, genug Geld zu besitzen, um ihre Eltern zu besuchen, „besorgt“ Meba aus einem Banktresor haufenweise Geldbündel, doch die Kinder machen ihm klar, dass er auch sie zurückbringen muss.
Die Gaunerbande stiehlt das Silber aus dem Schultresor und verschwindet in einem leer stehenden Landhaus, das ihnen als Quartier dient. Doch werden sie von den Kindern beobachtet und verfolgt. Bei der Verfolgungsjagd entdecken die Gauner Meba, sperren ihn in eine Schachtel und entführen ihn in ihr Versteck. Als es zum Kampf zwischen den Kindern und der Bande kommt, kann Greta Meba befreien. Mit seiner Fähigkeit, die Zeit rückwärts laufen zu lassen, kann Meba den Kindern helfen. So lässt er die Gauner immer wieder eine Treppe zurücklaufen, bis sie zu erschöpft sind, um die Kinder zu verfolgen. Schließlich gelingt es Meba, durch eine Notrufsäule die Polizei zu alarmieren. Da er nicht sprechen kann, legt er im Versteck der Gauner ein Feuer, damit die an der Notrufsäule eintreffende Polizei die Gaunerzentrale findet. Polizei und Feuerwehr rücken an und nehmen die Gauner fest. Die Kinder erhalten eine Belohnung und Greta und Somac dürfen ihre Eltern besuchen. Meba kann auf die Venus zurückkehren.

## Produktionsnotizen
Die Fliegende Untertasse ist eine Animation im Realfilm. Meba ist eine Handpuppe, die von den Kindern getragen wird. Das Drehbuch entstand auf der Grundlage einer Kurzgeschichte von Frank Wells, dem zweiten Sohn von H. G. Wells.
Der Film war eine der letzten Produktionen von British Gaumont. Keines der Kinder wurde später Schauspieler.

## Kritik
As a kids film, it is predictable and repetitive for adults. Still, the film has nostalgic innocent-age entertainment value.
Classicscifi.blogspot.com vom 5. Januar 2013

## Überlieferung
2014 erschien eine DVD-Edition zusammen mit den Kinderfilmen Kedoyng (1972) und The Glitterball (1977), die ebenfalls im Sci Fi-Genre angesiedelt ist.